# Cellguides

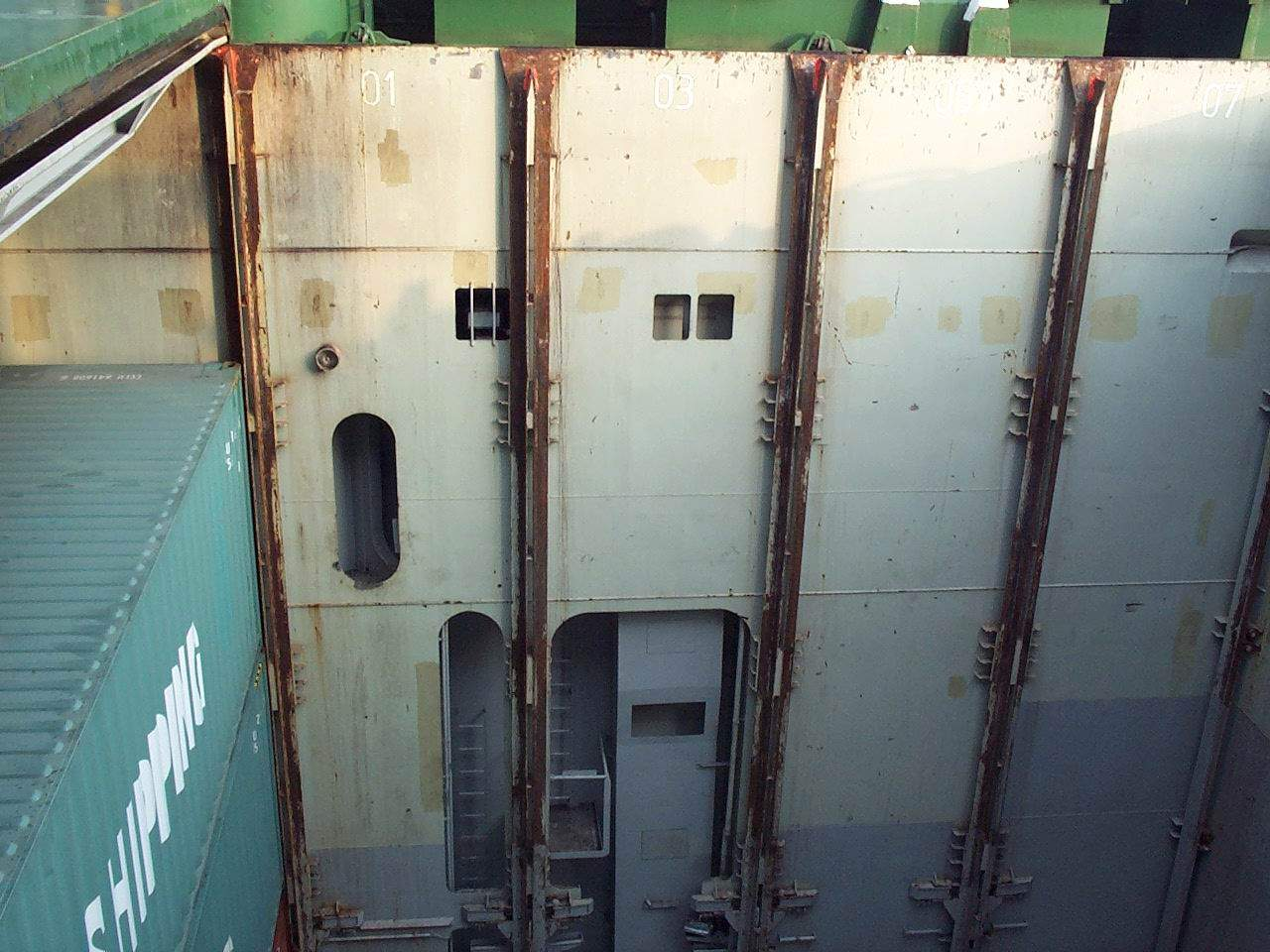
Cellguides im Laderaum eines Containerschiffs. Oben, zur Verjüngung hin sind die Stirnseiten weiß gestrichen um besser sichtbar zu sein. Jeder zweite Quersteg läuft noch weniger hoch.

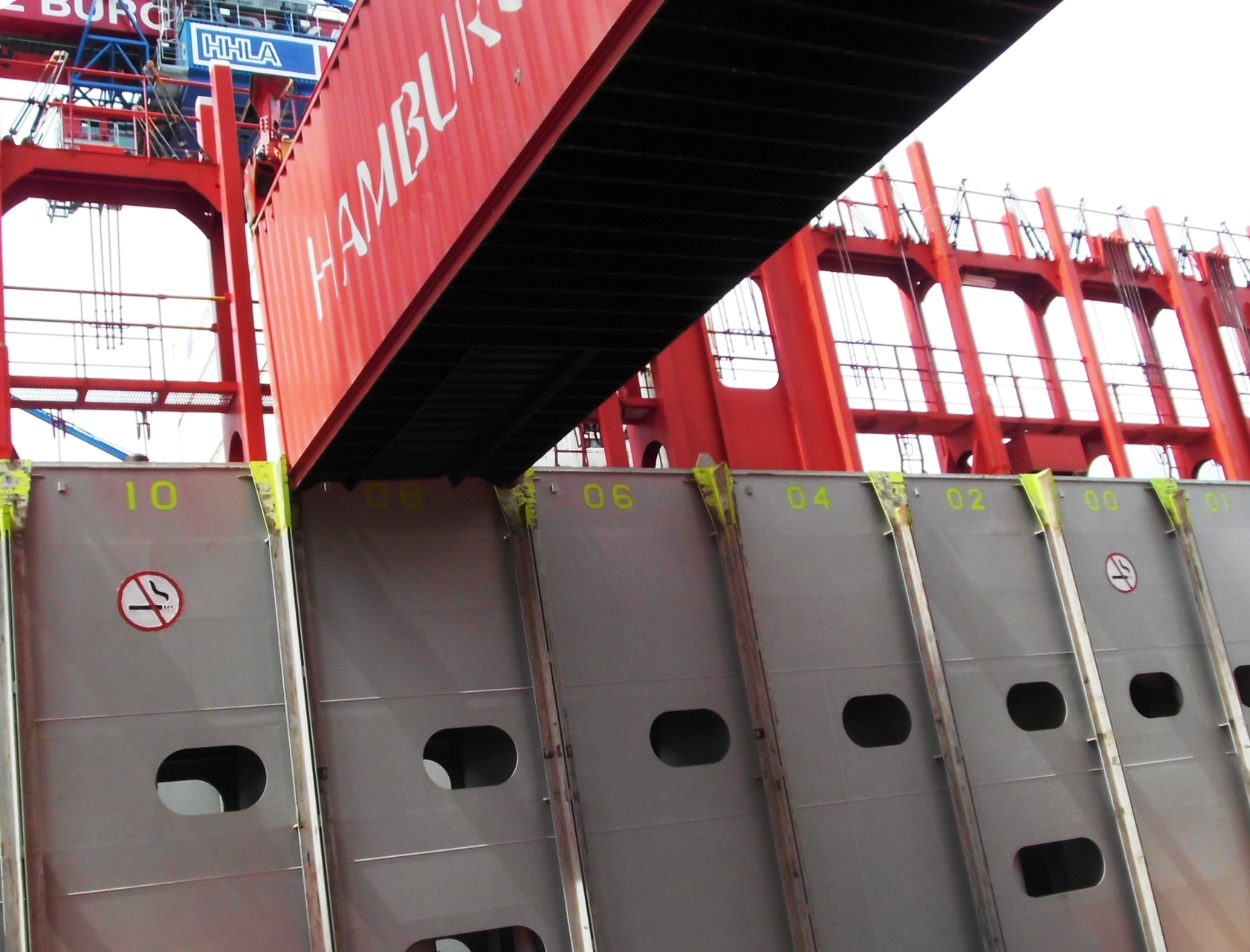
Beladung eines Containerschiffs

Cellguides (englisch), Zellenführungen, auf Deutsch als Staugerüst bezeichnet, sind vertikale Führungsschienen im Laderaum eines Containerschiffs. Sie haben je nach Position zu den Wänden einer Ladebucht L-, T- oder selbständig stehend auch +-(kreuz-)förmige Profile. Je vier von ihnen bilden eine formschlüssige Führung für die acht Eckenstücke eines Containers beim Be- und Entladen des Schiffes durch einen Kran und auf Fahrt. Bei Open-Top-Containerschiffen reichen diese bis in den Bereich oberhalb des Hauptdecks. Aber auch konventionelle Containerschiffe haben manchmal einzelne Zellengerüste an Deck.
Die Cellguides bilden zumeist Zellen für 40-Fuß-Container, die am Schiff typisch längs des Rumpfs ausgerichtet sind. Wenige Zentimeter Spiel erlauben etwas (elastisches) Verbiegen und Verdrillen des Schiffsrumpfs unter der Belastung durch Ladung und Seegang aber auch der Container unter deren Inhalt, ohne dass es zu einem Verklemmen der Container zwischen den Führungen kommt.
Am oberen Ende laufen die Cellguides sich verjüngend aus, sodass jede Zelle hier etwas auftrichtert, was das Einfädeln eines Containers beim Beladen erleichtert. Krangut pendelt und drehschwingt, besonders wenn Windwirbel es chaotisch anregen. Auch der Schiffskörper kann sich unter Wellengang bewegen.
Überdies reichen die Stege, die die Stirnseiten der Container führen, einige Dezimeter weiter nach oben, wodurch sich der Kranführer beim Absenken zuerst auf das Einrasten längs und dann erst auf das Quereinrasten konzentrieren kann.
Am Bild ist auch zu erkennen, dass die Querstege (Stirnseiten weiß) jedes zweiten Cellguides oben noch etwas tiefer enden. So kann hier darüber der Container etwas tiefer abgesenkt und dann erst seitlich zu dem Paar höher liegenden Querstegen verfahren werden. Liegt der Container dort seitlich mit etwas Kraft an, rastet er beim Absenken in der Folge in der Zelle formschlüssig ein.
Je nach Raumsituation – freistehend oder an der Laderaumwand – kann zumindest der oberste Container einer Zelle an den Cellguides auch verlascht oder verzurrt werden.

## Quelle
- Beschreibung auf der Seite des GDV, abgerufen am 5. August 2009.